# Darbonnay
Darbonnay é uma comuna francesa na região administrativa de Borgonha-Franco-Condado, no departamento de Jura. Estende-se por uma área de 4,39 km². Em 2010 a comuna tinha 94 habitantes (densidade: 21,4 hab./km²).